# Asociación Cívica, Social y Deportiva Alianza
L'Asociación Cívica, Social y Deportiva Alianza, també esmentat sovint com a Alianza F.C., és un club de futbol panameny de la ciutat de Chilibre.

## Història
L'Alianza va ser fundat el 2 de març de 1963 (el segon més antic del futbol modern panameny) per un grup de 12 joves encapçalats per Justiniano Cárdenas.
El club guanyà el campionat de segona divisió els anys 1963 i 1968. El 1980 fou un dels 8 clubs que participaren en la Primera Liga No-Aficionada de Fútbol, la màxima lliga del moment. El 1989 ingressà a l'ANAPROF. L'any 1993 fou exclòs d'aquesta organització. El 1996 jugà a la LINFUNA i finalment ingressà a la Primera A de l'ANAPROF, on es proclamà campió el 1998-99, assolint l'ascens a la màxima categoria.

## Palmarès
- Primera A: 1
  - 1999

## Futbolistes destacats
- César el Bombo Medina

## Entrenadors destacats
- Rubén Tátara Guevara
- Rubén Cárdenas